# Stesimbroto di Taso
Stesimbroto di Taso (in greco antico: Στησίμβροτος?, Stesìmbrotos; Taso, seconda metà del V secolo a.C. – Atene, dopo il 420 a.C. ?) è stato uno storico greco antico.

## Biografia
Stesimbroto, nato a Taso, sarebbe vissuto nella seconda metà del V secolo a.C. ad Atene, dove potrebbe essere giunto fin dal 463 a.C., dopo che Cimone aveva soppresso la ribellione dei Tasii .
Stesimbroto è anche citato come fonte dagli scoliasti di Apollonio Rodio.
Egli aveva una buona reputazione, tra i suoi contemporanei, di rapsodo  e come esperto dell'interpretazione dei poemi epici di Omero. Infatti, nello Ione di Platone il rapsodo Ione si profonde in grandi lodi proprio di Stesimbroto, accomunandolo al filosofo Metrodoro di Lampsaco e Glaucone, e presentandolo, non come un rapsodista volgare, autore di popolari canzoni gradite al volgo ma come un intellettuale erudito che dava lustro alla filosofia 
Stesimbroto era innanzitutto un interprete professionale ed esperto dei poemi epici, ma non propriamente storico o biografo. In tal senso si spiega il fatto che Antimaco di Colofone, uno degli allievi di Stesimbroto , ne seguisse le orme di poeta, dotto studioso e scrittore prolifico che influenzato dal misticismo orfico scrisse anche sulle cerimonie rituali nell'opera Περὶ τελετῶν..
Stesimbroto dovrebbe essere morto negli anni Venti del V secolo, sicuramente dopo la morte di Pericle e la fine della epidemia di peste ad Atene .

## Su Temistocle, Tucidide e Pericle
Stesimbroto fu autore di un pamphlet politico Su Temistocle, Tucidide e Pericle, dove critica il loro imperialismo.
Plutarco studiò Stesimbroto e dalla sua opera trasse notizie per le vite di Temistocle, Cimone e Pericle, ma riconobbe la parzialità della fonte, accogliendo quindi con riserva alcune delle informazioni fornite dallo storico, come quella che accusava Pericle d'intrattenersi con prostitute procurategli dall'amico e confidente Fidia. Una parzialità, osservava Plutarco, dovuta anche al fatto che lo storico scriveva di cose a lui contemporanee.